# 夏坝·昂旺罗桑丹增应巴
夏坝·昂旺罗桑丹增应巴（？—？）藏族，今四川省理塘县下坝片区人，第三世（不计追认）夏坝活佛。

## 生平
生于下坝。后来在拉萨学习23年，考取拉然巴格西，完成了在下密院学业。他曾经担任理塘长青春科尔寺第八十三代住持。